# Dischistocalyx hirsutus
Dischistocalyx hirsutus är en akantusväxtart som beskrevs av C. B. Cl.. Dischistocalyx hirsutus ingår i släktet Dischistocalyx och familjen akantusväxter. Inga underarter finns listade i Catalogue of Life.